# Marie-Joseph Le Guillou
Pour les articles homonymes, voir Le Guillou.
Marie-Joseph Le Guillou O.P. (25 décembre 1920, Servel en Bretagne - 25 janvier 1990, Blaru dans les Yvelines) est un dominicain, théologien et contemplatif français, qui a consacré la première partie de sa vie à la recherche de l'unité entre les chrétiens et la seconde partie à aider la congrégation des Bénédictines du Sacré-Cœur de Montmartre à se structurer spirituellement et théologiquement.

## Biographie

### La jeunesse (1920 - 1947)
Marcel Le Guillou naît le 25 décembre 1920 à Servel, commune française rattachée aujourd'hui à Lannion, située dans le département des Côtes-d'Armor  en Bretagne et mort le 25 janvier 1990 à Blaru dans les Yvelines, où il est enterré auprès des bénédictines du Sacré-Cœur de Montmartre.
Il est connu sous le nom de Marie-Joseph Le Guillou, nom qu'il a reçu lors de son entrée dans l'Ordre des Prêcheurs.
En octobre 1938, Marcel Le Guillou entre au lycée Henri-IV pour préparer l'École normale supérieure. Il modifie ses projets à cause de la guerre, revient vers Servel, et devient professeur au petit séminaire Saint-Joseph de Lannion, responsable d’une classe de 3e classique, surveillant aussi la scolarité en 6e de son frère cadet dans le même établissement.
En octobre 1941, il entre chez les dominicains à Paris, rue de la Glacière, après avoir obtenu son dernier certificat de licence, celui de grammaire et de philologie.
Jeune encore, entre 23 et 27 ans, il écrit ceci : « Je crois de plus en plus totalement de plus en plus absolument à l'amour. C'est la seule réalité. Et pourtant je crois aussi chaque jour davantage et chaque jour de plus en plus profondément au travail théologique. Il se fait en moi un travail immense, un travail que la lumière de Dieu approfondit sans cesse, un travail de lumière de Dieu et d'amour qui organise tout en moi en fonction de l'amour… Oui, j'ai l'impression que je commence à comprendre saint Thomas de l'intérieur, et que Dieu fait en moi le travail qu'il a fait en lui. ».
De 1941 à 1949, il fait ses études à la faculté de théologie du Saulchoir. Religieux dominicain, il fait sa profession temporaire le 23 septembre 1942, sa profession solennelle le 2 février 1946. Il est ordonné sous-diacre le 16 mars 1946, puis diacre le 1er juillet 1946 et prêtre le 20 juillet 1947. Il célèbre une messe solennelle dans l'église Sainte-Marie des Batignolles, l'église de son adolescence, puis à Servel, sa paroisse natale ; le 21 août 1947, il écrit : « Quelle joie j'ai eue à retrouver Servel et tout son petit monde, à vous retrouver tous et à me retrouver prêtre au milieu de vous ! Je n'ai qu'un désir, comme je l'ai dit au jour de ma première grand-messe : être au milieu de vous un homme qui vous aide à comprendre combien l'amour de Dieu est grand ».

### La maturité (1947 - 1972)
Il passe sa licence de philosophie en 1945, et sa licence de théologie en 1949. De 1949 à 1952, il enseigne la théologie morale à la faculté de théologie du Saulchoir. Puis il est appelé au centre d'études Istina (mot qui signifie Vérité en russe, de la devise dominicaine Veritas) en 1952 où il travaillera avec le père Yves Congar. Simultanément il continue son enseignement à la faculté de théologie du Saulchoir de 1952 à 1967 sur la théologie orientale. Pour mieux connaître la tradition orientale, il passe une année au Mont Athos.
En 1959, il obtient son doctorat en théologie avec mention, en soutenant sa thèse : Mission et Unité. Les exigences de la communion, qui est publiée.
En 1963, après la mort de Jean XXIII, quand Paul VI a repris le Concile œcuménique, il est appelé à participer en tant qu'expert à la seconde session du concile Vatican II.
En 1969, il est nommé professeur à l'Institut catholique de Paris, où il restera titulaire jusqu'en 1984. Il y fonde l'Institut supérieur d'études œcuméniques (ISEO). C'est cette même année qu'il est nommé membre de la Commission internationale de théologie créée par Paul VI.
En 1971, il participe au Synode sur le sacerdoce comme théologien officiel, il est nommé secrétaire spécial adjoint. Il est nommé membre de la Commission sur la femme.
En 1973, il est nommé directeur de l'Institut supérieur d'études œcuméniques.

### Avec les bénédictines du Sacré-Cœur de Montmartre (1972-1990)

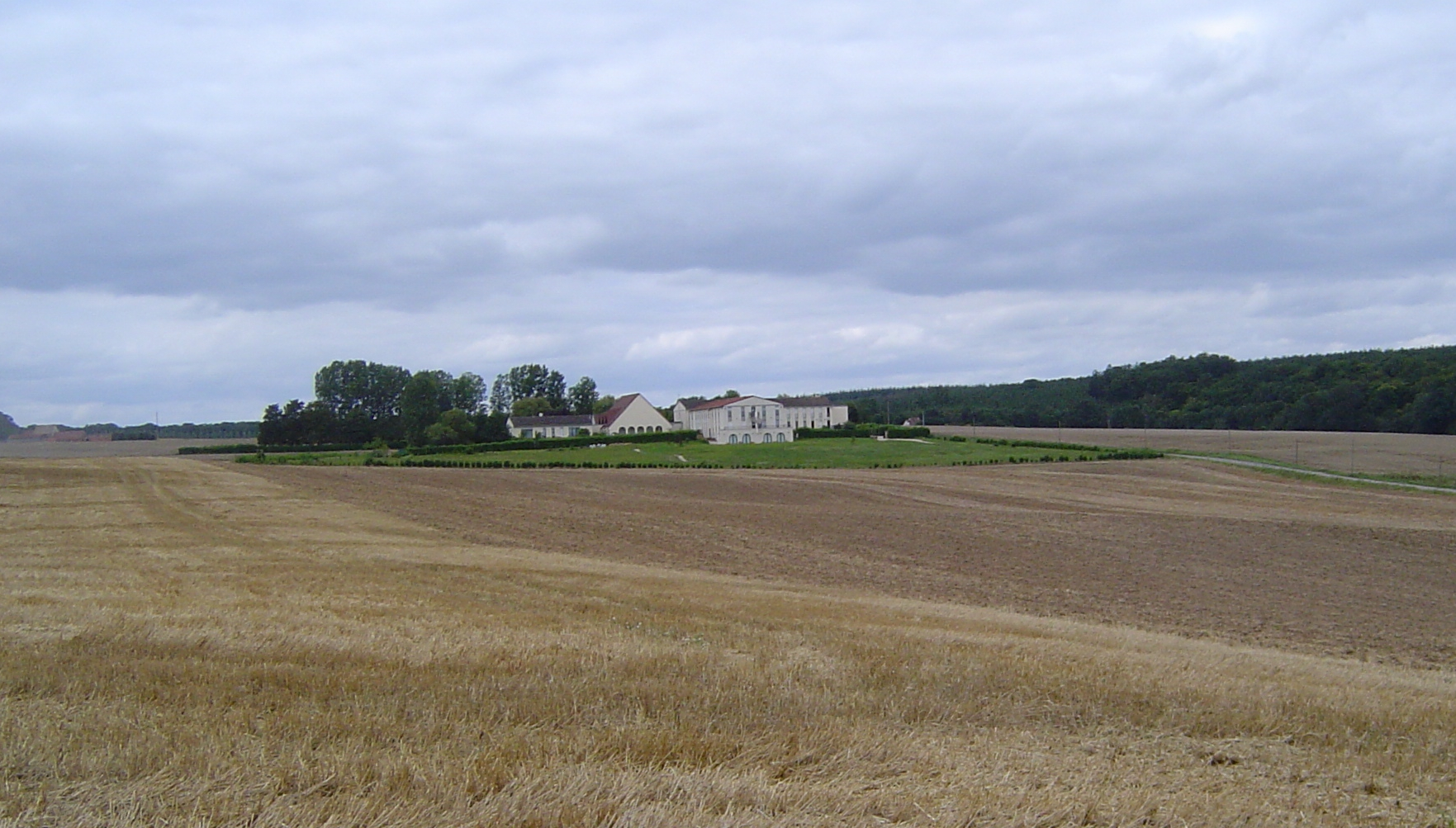
Le prieuré de Béthanie à Blaru, prieuré des bénédictines du Sacré-Cœur de Montmartre où a vécu le père Le Guillou à partir de 1974

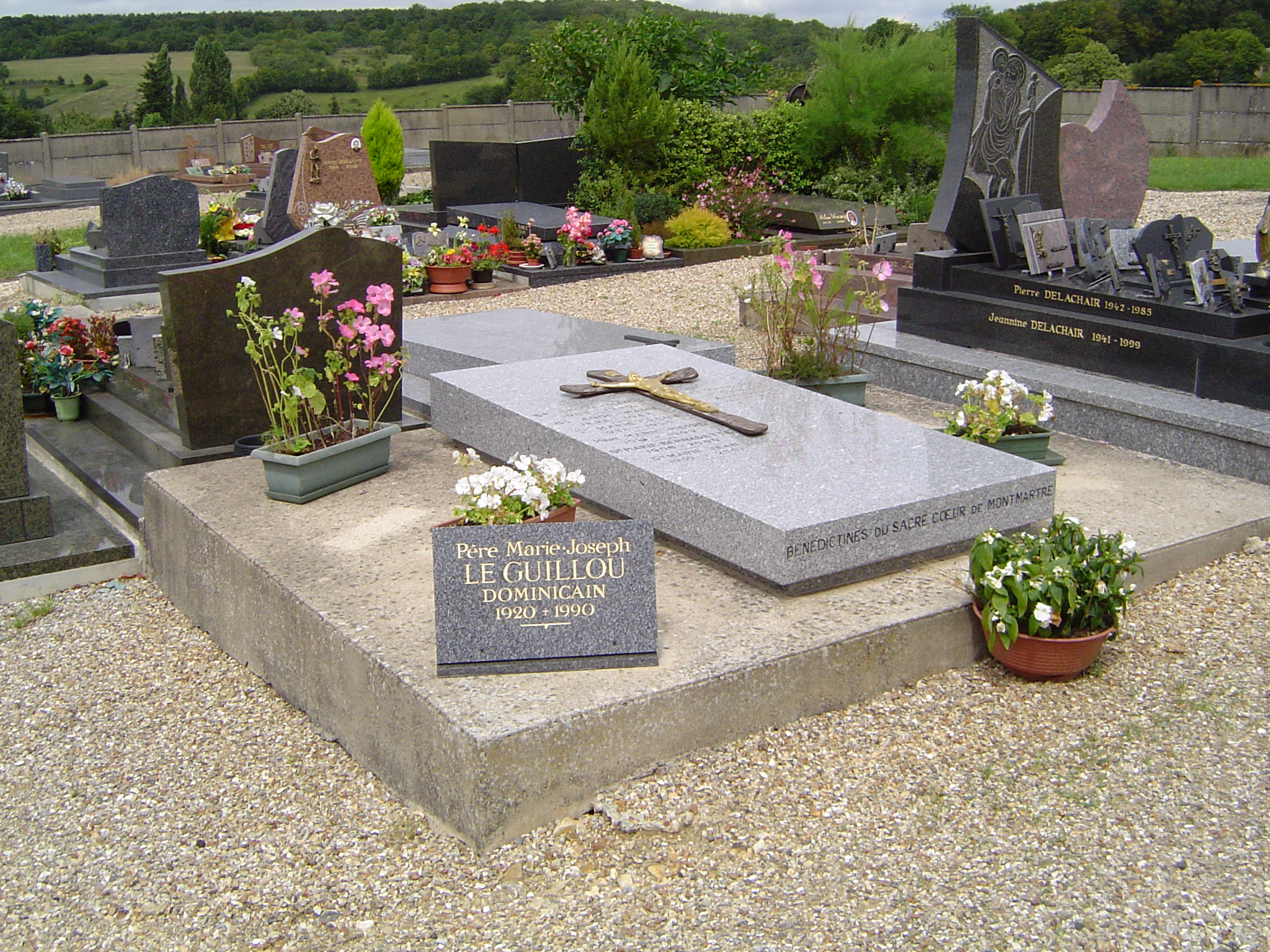
La tombe des bénédictines du Sacré-Cœur de Montmartre à Blaru, tombe dans laquelle a été inhumé le père Le Guillou

Tout en poursuivant son enseignement à l'ISEO à l'Institut catholique de Paris et son travail au service de l'Église, le père le Guillou vient prêcher en janvier 1973 la retraite annuelle aux bénédictines du Sacré-Cœur de Montmartre, traditionnellement prêchée par Mgr Charles : cette retraite sera publiée plus tard sous le titre :  L'Église, lumière dans notre nuit. Dès lors, il entre en communion profonde avec les valeurs de la congrégation. Il commence des cours de théologie devenus d'autant plus indispensables que la Congrégation des religieux à Rome demande aux congrégations d'étudier la structure théologique du charisme de chaque institut et d'en approfondir les différents éléments pour rédiger de nouvelles constitutions normant la vie des religieuses. C'est ainsi que pendant trois années, les bénédictines suivent des cours ciblant l'ensemble des points à étudier. Il aide ainsi le Chapitre Général à structurer théologiquement et spirituellement les constitutions. Elles recevront une approbation ad experimentum en 1975. Rome nomme alors le père Le Guillou « théologien » au Chapitre général de la congrégation. L'approbation définitive sera donnée en la fête de la Pentecôte 1983 pendant l'année jubilaire de la rédemption.
Atteint depuis 1974 de la maladie de Parkinson, il se retire régulièrement chez les bénédictines du Sacré-Cœur de Montmartre dans leur prieuré de Béthanie à Blaru (Yvelines) avant de s'y installer définitivement en 1979. À partir de 1983, il fait fonction d'aumônier au prieuré tout en continuant à donner des cycles de conférences aux laïcs voulant acquérir une formation de la foi et un apprentissage à la prière.
Le père Le Guillou est mort le 25 janvier 1990 à 11h50, le même jour que le bienheureux Henri Suso, dominicain mort six siècles plus tôt mais aussi dernier jour de la Semaine pour l'Unité des Chrétiens. Depuis 1991, chaque année, des chrétiens se réunissent pour des pèlerinages annuels sur sa tombe, en janvier et en juillet.

## Pensée et spiritualité
Marie-Joseph Le Guillou a beaucoup étudié la spiritualité orientale, il a passé pour cela une année au mont Athos. Sa vie a été consacrée au dialogue œcuménique mais aussi à la tradition chrétienne de l'Église, par exemple auprès des bénédictines du Sacré-Cœur de Montmartre. Au cœur de sa pensée, la Révélation chrétienne, et plus particulièrement la Révélation du Visage d'Amour du Christ - mis en Croix et ressuscité, Fils de Dieu. Durant le Concile Vatican II auquel il participé et dont le centre est « la communion de l'humanité avec la charité divine »: « La révélation, c'est l'initiative par laquelle Dieu crée l'Église, la Bible, la tradition, les sacrements pour se communiquer lui-même ».

## Écrits
Le père Le Guillou, dominicain, a participé au IIe concile œcuménique du Vatican et a consacré sa vie à l'enseignement de la théologie,.
Prendre feu

« Le Christ ne dit pas qu'il vient apporter la paix mais la division (cf. Lc 12, 49-53) : « Pensez-vous que je sois venu mettre la paix dans le monde ? Non, je vous le dis, mais plutôt la division. » La division ! Pensons-nous que le Seigneur est celui qui divise, celui qui dévoile ce qu'il y a de plus profond en chacun de nos êtres ? Le Seigneur sème la division car la parole de Dieu, donc la présence même du Christ, est tranchante. Il faut choisir pour ou contre. Il suffit de lire l'Évangile pour voir cette contestation constante du Christ. Il est traité de fou, il est traité d'imposteur parce qu'il dévoile les secrets du cœur et il dévoile ce qui va se passer.

Dès que le Christ paraît, il nous engage. Il nous engage directement, immédiatement, il nous appelle à nous définir pour ou contre lui. Il n'y a pas d'autre solution.

« Pensez-vous que je sois venu mettre la paix dans le monde ? Non, je vous le dis, mais plutôt la division. » Celui qui dit cela, c'est le Christ qui nous donne la paix à condition d'entrer dans son mystère, de le suivre et de se donner comme s'est donnée la foule immense de témoins dont parle l'Épître aux Hébreux, Nous avons des témoins, c'est-à-dire des frères qui, comme le Christ le témoin fidèle, se sont engagés dans ce mystère de don au Seigneur et qui souvent l'ont payé de leur vie.

Le Seigneur nous demande aujourd'hui un engagement de tout notre être qui nous donne la vérité de l'Esprit, non pas de l'extérieur, mais de l'intérieur. L'Esprit Saint nous dit qu'il ne faut pas nous laisser accabler par le découragement, mais découvrir que notre vie est enclenchée dans le mystère du Christ. Nous avons tous à devenir des frères, une unanimité de témoins, des frères unis qui témoignent jusqu'au sang. »

— Marie-Joseph Le Guillou. La puissance de Dieu dans sa Parole, Les Plans, Parole et Silence, 2007, p. 186-187.

## Citations
- « Il faut le monde, mais l’amour ne se dévoile qu’avec les yeux du cœur. Comme c’est drôle ! Je comprends cette formule : le visage révèle le cœur, et dans l’amour les yeux contemplent le visage pour rencontrer le cœur ».
- « - Père saint, garde en ton Nom ceux que tu m'as donnés pour qu'ils soient un comme nous.(Jn17)  Que veut dire Seigneur cette expression : « un comme nous » ? Que ta présence dans les Apôtres et des Apôtres en toi soit la présence du Père. C'est le Père qui fait cette unité : c'est de cette présence-là qu'il s'agit, Seigneur, fais-nous demeurer dans cette unité de l'amour. Seigneur, accorde-nous d'avoir avec nos frères une réciprocité d'amour et de connaissance qui soit semblable à celle du Père avec toi. »
- « Il n'y a qu'une réalité : Dieu est charité »[8].

## Œuvres
La liste qui suit est un résumé des œuvres publiées par le père Le Guillou. Gabriel Richi Alberti a établi une liste complète et l'a commentée dans Nova et Vetera en juillet-septembre 2000.

### Livres publiés de son vivant
- Mission et Unité. Les exigences de la communion (thèse de doctorat), 632 pages, Éditions du Cerf, Paris, 1960
- L'Esprit de l'orthodoxie grecque et russe, Fayard, Volume no 135 de Je sais - Je crois, Paris 1961 - réédition, Parole et Silence, 2006
- Le Christ et l'Église. Théologie du Mystère, Le Centurion, Paris 1963, ouvrage dans lequel il a fait comprendre combien la théologie s'appuie sur l'Écriture et sur toute la Tradition, et dans lequel il fait une démonstration de l'importance des Pères, de saint Thomas, etc. - réédition, Parole et Silence, 2005,  (ISBN 2-84573-312-7)
- Mission et Pauvreté. L'heure de la mission mondiale, Le Centurion, Paris 1964, avec la collaboration de Mgr Mercier
- L'Église en marche, dans la collection du Zodiaque, en deux volumes, avec dom Guy Lafont, moine de La-Pierre-Qui-Vire, Desclée de Brouwer, Paris 1964
- Réflexions sur la nature et l'unité de la théologie, in Mélanges offerts à M.D. Chenu, p. 363 et suivantes, Librairie philosophique J. Vrin, 1967, disponible sur Google Books[10]
- Évangile et Révolution, avec Jean Bosc et Olivier Clément, 126 pages, Le Centurion, Paris 1968
- Le Visage du Ressuscité. Grandeur prophétique, spirituelle et doctrinale, pastorale et missionnaire de Vatican II, 420 pages, Éditions ouvrières, Paris 1968 - réédition, Saint-Augustin/Médiation, 1996
- Celui qui vient d'ailleurs, l'Innocent, 357 pages, Le Cerf, Paris, 1971, - réédition, Parole et Silence, 1998
- Le Mystère du Père. Foi des Apôtres, gnoses actuelles, 291 pages, Fayard, Paris 1973
- Les Témoins sont parmi nous. L'expérience de Dieu dans l'Esprit Saint, 252 pages, Fayard, Paris 1976 - réédition, Parole et Silence, 2004
- en collaboration avec son frère Louis Le Guillou, La condamnation de Lamennais, éditions Beauchesne, 1982,  (ISBN 2-7010-1036-5), disponible sur Google Books[11]

En collaboration :
- Dialogue œcuménique, Fleurs, Paris, 1962
- le Mystère d'Unité. Tome 1 : Découverte de l'œcuménisme et tome 2 : L'Église en plénitude, Desclée de Brouwer, 269 pages, Paris, 1962

### Ouvrages posthumes
- Du scandale du mal à la rencontre de Dieu, 203 pages, Versailles, Saint-Paul, 1991,  (ISBN 2-85049-474-7)
- Qui ose encore parler de bonheur ?, 129 pages, Paris, Mame, 1991, réédité Saint-Maur, Parole et Silence, 2002  (ISBN 2-84573-070-5)
- Chrétiens dans le monde !, 167 pages, Paris, Mame, 1992
- Le Témoignage de Dieu, 150 pages, Saint-Maur, Parole et Silence, 1996,  (ISBN 2-911940-01-6)
- Entrons dans la prière du Seigneur, Saint-Maur, Parole et Silence, 1997,  (ISBN 2-911940-02-4)
- L'Église, lumière dans notre nuit, 168 pages, Saint-Maur, Parole et Silence, 1997,  (ISBN 2-911940-04-0)
- Homélies années C - La puissance de l'amour de Dieu dans sa Parole, Saint-Maur, Parole et Silence, 1997/2007  (ISBN 978-2911940132)
- Le Chemin de Croix et les sept dernières paroles du Christ, 87 pages, Saint-Maur, Parole et Silence, 1998,  (ISBN 2-911940-27-X)
- Le Rosaire, Saint-Maur, Parole et Silence, 1998,  (ISBN 2-911940-40-7)
- Homélies années A - L'amour du Père révélé dans sa Parole, Saint-Maur, Parole et Silence, 1998,  (ISBN 2-911940-41-5)
- Entrons dans l'Eucharistie du Seigneur, 117 pages, Saint-Maur, Parole et Silence, 1999,  (ISBN 2-911940-96-2)
- Entrons dans la Passion et la Gloire du Seigneur, 81 pages, Saint-Maur, Parole et Silence, 1999,  (ISBN 2-911940-62-8)
- Homélies années B - Seigneur, rien n'est plus vrai que ta Parole, 250 pages, Saint-Maur, Parole et Silence, 1999
- L'expérience de l'Esprit-Saint en Orient et en Occident, préface d'Olivier Clément, 94 pages, Saint-Maur, Parole et Silence, 2000,  (ISBN 2-84573-049-7)
- Des êtres sont transfigurés par le Seigneur pourquoi pas nous ?, 164 pages, Saint-Maur, Parole et Silence, 2001,  (ISBN 2-84573-070-5)
- Chrétien dans le monde, est-ce possible aujourd'hui ?, 169 pages, Saint-Maur, Parole et Silence, 2002,  (ISBN 2-84573-107-8)
- Le Dieu de gloire parle au cœur de l'homme, 256 pages, Saint-Maur, Parole et Silence, 2003,  (ISBN 2-84573-157-4)
- Les témoins sont parmi nous. L'expérience de Dieu dans l'Esprit Saint, 268 pages, Saint-Maur, Parole et Silence, 2004  (ISBN 2-84573-230-9)
- Un chemin pour la prière, Saint-Maur, Parole et Silence, 2005,  (ISBN 2-84573-308-9)
- Le Sens de notre vie : Passion et résurrection de Jésus-Christ, 115 pages, Saint-Maur, Parole et Silence, 2007,  (ISBN 2-84573-543-X)
- Marie, 184 pages, Saint-Maur, Parole et Silence, 2007,  (ISBN 2-84573-577-4)
- Aimer c'est apprendre à recevoir la miséricorde de Dieu, 103 pages, Saint-Maur, Parole et Silence, 2008,  (ISBN 2-84573-620-7)

### Quelques articles publiés dans la revueIstina
Le Père Marie-Joseph Le Guillou a publié de nombreux articles dans la revue  Istina  éditée par le  Centre œcuménique Istina, revue intitulée anciennement Russie et Chrétienté, mot qui signifie en russe Vérité, devise des dominicains -(latin Veritas).
- La vocation missionnaire de l'église et la recherche de l'Unité, in Istina no 1 (1954) p. 408-440
- L'Église orthodoxe et le mouvement œcuménique, Istina no 2 (1955) p. 51-77
- La vocation missionnaire de l'église et la recherche de l'Unité, in Istina no 2 (1955) p. 107-121
- Vues orthodoxes grecques sur le schisme et l'unité, in Istina no 2 (1955) p. 401-431
- Jugements sur les Églises d'Orient au XVIIIe siècle, in Istina no 4 (1957) p. 301-320
- Quelques réflexions, in Istina no 4 (1957) p. 497-504
- Des controverses au dialogue œcuménique, in Istina no 5 (1958) p. 65-112
- L'Église catholique et les divisions, in Istina no 5(1958) p. 161-182
- Les Églises orthodoxes devant le monde moderne, in Istina no 5 (1958) p. 417-442
- Pour un dialogue œcuménique spirituel, in Istina no 6 (1959) p. 7-9
- Église et communion. Essai d'ecclésiologie comparée, in Istina no 6 (1959) p. 32-82
- Plénitude de catholicité et œcuménisme, in Istina no 6 (1959) p. 237-256, p. 261-278
- Mission et unité en perspective protestante et catholique, in Istina no 6 (1959) p. 433-458
- Aux sources des mouvements spirituels de l'église orthodoxe de Grèce. La renaissance spirituelle du XVIIIe siècle, in Istina no 7 (1960) p. 95-128
- Aux sources des mouvements spirituels de l'église orthodoxe de Grèce. L'Église et l'État aux XIXe et XXe siècles in, Istina no 7 (1960) p. 133-152
- Aux sources des mouvements spirituels de l’Église orthodoxe de Grèce. Apóstolos Makrákis : ses intuitions apostoliques et spirituelles, in Istina no 7(1960) p. 261-278
- L'assemblée œcuménique de la Jeunesse européenne à Lausanne, in Istina no 7 (1960) p. 433-458
- La spiritualità dell' Oriente, in Sacra Dottrina no 6 (1961) p. 237-250
- L' Église orthodoxe et son unité, in Istina no 8 (1961-1962) p. 53-66
- Pour un dialogue œcuménique véritable avec l'Église orthodoxe, in Istina no 8 (1962) p. 261-262
- Kiriéiévsky et Komiakov, appel à une plénitude de catholicité in Istina no 8 (1961-1962) p. 263
- Neu Delhi: Mission und Einheit, in Die Katholischen Missionen avril 1962-, p. 9-43
- Les caractères de la mariologie orthodoxe, Marie et le mystère, in Études mariales no 19 (1962) p. 91-121
- Réflexions sur l’Assemblée de New Delhi, in Istina 9 (1963) p. 331-344
- Interrogations sur l'avenir de l'œcuménisme, in Istina 10 (1964) p. 7-24
- Le parallélisme entre le collège apostolique et le collège épiscopal, in Istina (1964) p. 103-110
- L'expérience orientale de la collégialité épiscopale et ses requêtes, in Istina no 10 (1964) p. 111-124
- La mission en esprit d'œcuménisme, in Istina no 11 (1966) p. 61-76
- L'unité de l’Église : Eucharistie, collégialité, primauté, in Istina no 12 (1967) p. 361-374
- La critique du Filioque de L. P. Karsavine, in Istina no 17(1972) p. 292-310
- Lumière et charité dans la doctrine palamite de la divinisation, in Istina no 19(1974) p. 329-338
- Remarques sur la notion macarienne de "subtilité", in Istina no 19 (1974) 339-342
- Principe apostolique et principe impérial. Quelques réflexions sur le sens de la primauté romaine aux premiers siècles, in Istina no 21 (1976) p. 142-153
- Vivre dans la vérité, in Istina no 22(1977) p. 284-288
- Article publié dans Communio : « Le caractère sacerdotal », COMMUNIO, VI, 6, no 38 - novembre-décembre 1981

## Pour approfondir

#### Colloques sur la pensée du Père Le Guillou
- Colloque I -   Un homme pris par le mystère de Dieu'', Christoph von Schönborn, 219 pages, Paris, Mame, 1992
- Colloque II - [lire en ligne] Un homme pris par le mystère de l'Église : le père Marie-Joseph Le Guillou, 226 pages, Colloque tenu au prieuré Saint-Benoît, décembre 1993. Éditions Saint-Augustin par Guy Bedouelle, mère Marie-Agnès, Mgr Dagens, 1995[13].
- Colloque III -[ lire en ligne] Un homme émerveillé par le visage du Ressuscité : le père Marie-Joseph Le Guillou', 420 pages, M. Cagin, E. Michelin, Mère Marie-Agnès, B.D. De La Sougeole, M. Larivé, P. Emonet, Mgr d'Ornellas, B. Brobrinskoi, Mgr Patrick Chauvet, Éditions Saint-Augustin, 1996, disponible sur Google Books[14]
- Colloque IV - Quand un homme témoigne de Dieu, 164 pages, Saint-Maur, Parole et Silence, 1998
- Colloque V - Qu'ils soient un, l'œcuménisme dans le sillon du père Marie-Joseph Le Guillou, Saint-Maur, Parole et Silence, 2001,  (ISBN 2-84573-074-8)
- Colloque VI - Un chercheur de Dieu : Le père Marie-Joseph Le Guillou O.P., 175 pages, Georges Cottier, Saint-Maur, Parole et Silence, 2005
- Le père Le Guillou, un maître, éveilleur de la liberté, Patrick Chauvet, 2011, Parole et Silence, 150 pages,  (ISBN 978-2-84573-888-1) Actes du colloque " La fécondité ecclésiale du père Marie-Joseph Le Guillou" (19 janvier 2009)

#### Ouvrages
- Flashes sur la vie du père Marie-Joseph Le Guillou, 118 pages, ouvrage collectif, Saint-Maur, Parole et Silence, 2000,  (ISBN 2-911940-98-9)

#### Articles
- M. Cagin, Le père Marie-Joseph Le Guillou (1920-1990), Revue thomiste, 1998/4 Présentation des ouvrages du P. Le Guillou, o.p. - inédits ou rééditions - parus après sa mort (1990), ainsi que des colloques consacrés à sa pensée et à sa personnalité théologiques et spirituelles
- H. Donneaud,  Surnaturel au crible du thomisme traditionnel, Revue thomiste 2001/1-2 : Surnaturel, Une controverse au cœur du thomisme au XXe siècle Ch. 7 : Marie-Joseph Le Guillou
- C.Journet, Une herméneutique de lumière : Deux livres de M. J. Le Guillou: I: L'Innocent. II: Le mystère du père: Foi des Apôtres et Gnoses actuelles, Nova et Vetera 2 (1973) 134-139
- Communio XIX, 6 - no 116, novembre-décembre 1994, La Charité : Dossier : Marie-Joseph Le Guillou
  - Le mal, le chrétien et l’histoire dans la pensée du Père Le Guillou. Guy Bedouelle
  - Le mystère de la Croix dans la mission de l’Église''. Mgr Claude Dagens